# Награда Кенеди центра
Награда Кенеди центра (енгл. Kennedy Center Honors) су годишње награде које се додељују онима у области извођачких уметности за њихов животни допринос америчкој култури. Додељују се сваке године од 1978., а кулминација је сваког децембра гала прослава петоро добитника награда у Оперској кући Кенеди центра у Вашингтону. Иако се награде првенствено додељују појединцима, повремено су додељиване и дуетима или музичким групама, као и једном бродвејском мјузиклу, једној телевизијској емисији и једном месту за сценске уметности.

## Историја
Џорџ Стивенс млађи је заједно са Ником Ванофом основао награде Кенеди центра и продуцирао прву доделу 1978. Био је продуцент и косценариста током доделе награда 2014.,  након чега је продао права на продукцију Кенеди центру.
Идеја за доделу награда Кенеди центра настала је 1977., након пријема у Белој кући поводом десетогодишњице постојања и програма Кенеди центра за Амерички филмски институт (AFI). Роџер Л. Стивенс, оснивач и председник Кенеди центра, замолио је Џорџа Стивенса млађег (није у сродству), оснивача и директора AFI-ја, да одржи догађај. Стивенс млађи је замолио Исака Стерна да се укључи, а затим је идеју представио телевизијској мрежи CBS, која ју је купила. Поводом првог догађаја доделе почасти и додељивања почасти, потпредседник CBS-а за специјалне емисије, Берни Софронски, изјавио је:  
Џорџ [Стивенс] нам се обратио са овим. Оно што нас је одушевило јесте то што је ово једина представа те врсте. У Европи и већини земаља имају начине да одају почаст својим глумцима и спортистима. Енглеска има своје командне наступе за краљицу. Ми ово видимо као национално одавање почасти људима који су допринели друштву, а не некоме ко тренутно има хит... Наша намера није да направимо само још једну доделу награда. Потрудићемо се да направимо прави специјал.
Први водитељ је био Леонард Бернстајн 1978., затим Ерик Севареид 1979. (затворио ју је Џин Кели ) и Беверли Силс 1980. Волтер Кронкајт је био водитељ од 1981. до 2002., а Керолајн Кенеди од 2003. до 2012. Глен Клоус је била водитељка 2013., а Стивен Колбер од 2014. до 2016.   Рики Киршнер и Глен Вајс из компаније White Cherry Entertainment били су извршни продуценти доделе награда 2015. након што је Џорџ Стивенс млађи поднео оставку.  Није било званичног водитеља 2017., иако је Керолајн Кенеди одржала увод. Глорија Естефан је била водитељка 2018., средином 2021. и 2023., ЛЛ Кул Џеј је био водитељ 2019., а Дејвид Летерман крајем 2021. Квин Латифа је била водитељка 2024. Није било званичног водитеља 2022., иако је неколико бивших добитника одржало уводне речи. 2022. Дејвид Џеми из Done+Dusted и Елизабет Кели из ROK Productions су ангажовани да буду извршни продуценти. 
Ова додела награда се не емитује уживо, али се монтирана верзија у трајању од приближно два сата обично емитује на CBS-у после Божића. 2024. додато је још пола сата, чиме је емисија трајала два и по сата.   Обично се емисија емитује између Божића и Нове године на телевизији CBS, али, одступајући од ове традиције, додела награда Кенеди центра за 2019. емитована је почетком децембра, а касније је постала доступна на CBS All Access-у. Због пандемије COVID-19, издање за 2020. је одложено  и на крају одржано између 17. и 22. маја 2021., а монтирани пренос емитован је 6. јуна 2021.  Од 2021. годишњи пренос доделе награда доступан је за стримовање ограничено време преко CBS платформи и Paramount+ 

### Процес селекције
Препоруке за добитнике награда прихватају се од стране шире јавности,  а Кенеди центар је покренуо Саветодавни одбор за посебне награде, који се састоји од чланова управног одбора, као и бивших добитника и истакнутих уметника.  Извршни одбор управног одбора бира добитнике награде на основу њиховог утицаја и доприноса америчкој култури и изврсности у музици, плесу, позоришту, опери, филму или телевизији.  Избори се обично објављују негде између јула и септембра. Већина добитника су Американци, који нису држављани САД. Добитници признања грађани С. А. обично потичу из других делова англосфере.

## Догађаји
Церемонија, која је викендом и на коју се може добити позив, укључује ручак председника, вечеру у Стејт департменту, пријем у Белој кући и свечане представе и вече са доделом награда.
Ручак председника одржава се у суботу у Кенеди центру. Окружен добитницима награде, председник управног одбора отвара догађај поздравним говором. На пријему у Стејт департменту, којим председава државни секретар, добитници одликовања су представљени, а председник одбора је уручио медаље за почасти.  Широка трака дугиних боја, која се затим качила око врата добитника и била је видљива када се догађаји преносе на телевизији, симболизује „спектар многих вештина унутар извођачких уметности“, према речима творца Ивана Чермајева . 
У недељу рано увече одржава се пријем у Белој кући,  који традиционално организују председник Сједињених Држава и прва дама, након чега следи гала представа у Кенеди центру и вечера.
Пре 2017. било је три прилике у којима председник није присуствовао додели. Председник Џими Картер није присуствовао 1979. током кризе са таоцима у Ирану; прва дама Розалин Картер је била његова замена.  Председник Џорџ Х. В. Буш био је на путовању у Брисел и није могао да присуствује 1989.; прва дама Барбара Буш је дошла у његово име.  Председник Бил Клинтон је био на путовању у Будимпешту и није могао да присуствује 1994.; прва дама Хилари Родам Клинтон је била замена. 
На додели 2015. председник Барак Обама придружио се првој дами Мишел Обами касно након што се обратио нацији у уживом телевизијском преносу из Беле куће. 
2017. председник Доналд Трамп и прва дама Меланија Трамп одлучили су да не учествују у догађајима којима се додељују почасти добитницима награда Кенеди центра за 2017. како би „омогућили добитницима да прославе без икаквих политичких ометања“.  Церемонија је 3. децембра 2017. без њих, што је био први пут да ни председник ни прва дама нису присуствовали; Керолајн Кенеди је била водитељка и представила је добитнике. Традиционални пријем у Стејт департменту у суботу увече пре церемоније организовао је државни секретар Рекс Тилерсон, а пријем у Белој кући је отказан.  Доналд и Меланија Трамп такође нису учествовали ни на једном од догађаја издања из 2018. или 2019. 
Због промена наметнутих одложеном и скраћеном издању за 2020. због пандемије COVID-19, председник Џо Бајден и прва дама Џил Бајден дочекали су те године добитнике награде у Белој кући у мају 2021., али нису присуствовали ниједном другом догађају.
За издање из 2021. Џо и Џил Бајден присуствовали су гала догађају 5. децембра 2021., што је био први пут од 2016. да су присуствовали актуелни председник и прва дама. 

## Примаоци
255 људи је добило награде Кенеди центра од 2024., не рачунајући посебне награде.  Награда додељена стендап комичару и глумцу Билу Козбију 1998. поништена је 2018. након што је Козби осуђен за сексуални напад. 
Велика већина почасти Кенеди центра додељена је појединцима. Од 1985. награде су додељене 13 пута дуетима или групама, укључујући три брачна пара који су били глумци: Хјум Кронин и Џесика Танди; Пол Њуман и Џоан Вудворд; и Оси Дејвис и Руби Ди.
Чланови шест музичких група награђени су: Пит Тауншенд и Роџер Далтри из групе The Who; Џон Пол Џоунс, Џими Пејџ и Роберт Плант из групе Led Zeppelin; Дон Хенли, Тимоти Б. Шмит, Џо Волш и (постхумно) Глен Фреј из групе Eagles; Филип Бејли, Вердин Вајт и Ралф Џонсон из групе Earth, Wind & Fire ; Боно, The Edge, Адам Клејтон и Лари Мален млађи из групе U2, и Мики Харт, Били Кројцман, (постхумно) Фил Леш и Боб Вир из групе Grateful Dead. 
На церемонији 2018. посебна награда за „пионирске ствараоце трансформативног дела које пркоси категорији“ уручена је ствараоцима мјузикла Хамилтон.
По први пут, добитници награда за 2019. су укључивали телевизијски програм. Ко-креатори серије Улица Сезам, Џоан Ганц Куни и Лојд Морисет, примили су почасти Кенеди центра у име свих стваралаца. 
2024. посебна награда додељена је позоришту Аполо у Њујорку, првој институцији која је награђена наградом Кенеди центра.

### 1970-е
| Година | Добитници                                                                     |
| ------ | ----------------------------------------------------------------------------- |
| 1978.  | Маријан Андерсон, Фред Астер, Џорџ Баланшин, Ричард Роџерс и Артур Рубинштајн |
| 1979.  | Арон Копланд, Ела Фицџералд, Хенри Фонда, Марта Грејам и Тенеси Вилијамс      |

### 1980-е
| Година | Добитници                                                                         |
| ------ | --------------------------------------------------------------------------------- |
| 1980.  | Леонард Бернстин, Џејмс Кегни, Агнес де Мил, Лин Фонтан и Леонтајн Прајс          |
| 1981.  | Каунт Бејси, Кери Грант, Хелен Хејс, Џером Робинс и Рудолф Серкин                 |
| 1982.  | Џорџ Абот, Лилијан Гиш, Бени Гудман, Џин Кели и Јуџин Орманди                     |
| 1983.  | Кетрин Данам, Елија Казан, Френк Синатра, Џејмс Стјуарт и Вирџил Томсон           |
| 1984.  | Лена Хорн, Дени Кеј, Ђан Карло Меноти, Артур Милер и Исак Стерн                   |
| 1985.  | Мерс Канингем, Ирен Дан, Боб Хоуп, Алан Џеј Лернер и Фредерик Лоу, и Беверли Силс |
| 1986.  | Лусил Бол, Реј Чарлс, Хјум Кронин и Џесика Тенди, Јехуди Мењухин и Ентони Тјудор  |
| 1987.  | Пери Комо, Бет Дејвис, Семи Дејвис млађи, Нејтан Милштајн и Алвин Николаис        |
| 1988.  | Алвин Ејли, Џорџ Бернс, Мирна Лој, Александар Шнајдер и Роџер Л. Стивенс          |
| 1989.  | Хари Белафонте, Клодет Колбер, Александра Данилова, Мери Мартин и Вилијам Шуман   |

### 1990-е
| Година | Добитници                                                                                   |
| ------ | ------------------------------------------------------------------------------------------- |
| 1990.  | Дизи Гилеспи, Кетрин Хепберн, Рисе Стивенс, Џул Стајн и Били Вајлдер                        |
| 1991.  | Рој Акуф, Бети Комден и Адолф Грин, Фајард и Харолд Николас, Грегори Пек и Роберт Шо        |
| 1992.  | Лајонел Хемптон, Пол Њуман и Џоан Вудворд, Џинџер Роџерс, Мстислав Ростропович и Пол Тејлор |
| 1993.  | Џони Карсон, Артур Мичел, Георг Шолти, Стивен Сондхајм и Марион Вилијамс                    |
| 1994.  | Кирк Даглас, Арета Френклин, Мортон Гулд, Харолд Принс и Пит Сигер                          |
| 1995.  | Жак д'Амбоаз, Мерилин Хорн, Би Би Кинг, Сидни Поатје и Нил Сајмон                           |
| 1996.  | Едвард Олби, Бени Картер, Џони Кеш, Џек Лемон и Марија Толчиф                               |
| 1997.  | Лорен Бекол, Боб Дилан, Чарлтон Хестон, Џеси Норман и Едвард Вилела                         |
| 1998.  | Фред Еб и Џон Кандер, Вили Нелсон, Андре Превин, Ширли Темпл Блек и Бил Козби               |
| 1999.  | Виктор Борхе, Шон Конери, Џудит Џејмисон, Џејсон Робардс и Стиви Вондер                     |

### 2000-е
| Година | Добитници                                                                    |
| ------ | ---------------------------------------------------------------------------- |
| 2000.  | Михаил Баришњиков, Чак Бери, Пласидо Доминго, Клинт Иствуд и Анђела Лензбери |
| 2001.  | Џули Ендруз, Ван Клиберн, Квинси Џоунс, Џек Николсон и Лучано Павароти       |
| 2002.  | Џејмс Ерл Џоунс, Џејмс Левин, Чита Ривера, Пол Сајмон и Елизабет Тејлор      |
| 2003.  | Џејмс Браун, Керол Барнет, Лорета Лин, Мајк Николс и Ицхак Перлман           |
| 2004.  | Ворен Бити, Оси Дејвис и Руби Ди, Елтон Џон, Џоан Садерленд и Џон Вилијамс   |
| 2005.  | Тони Бенет, Сузан Фарел, Џули Харис, Роберт Редфорд и Тина Тарнер            |
| 2006.  | Ендру Лојд Вебер, Зубин Мехта, Доли Партон, Смоки Робинсон и Стивен Спилберг |
| 2007.  | Леон Флајшер, Стив Мартин, Дајана Рос, Мартин Скорсезе и Брајан Вилсон       |
| 2008.  | Морган Фриман, Џорџ Џоунс, Барбра Стрејсенд, Твајла Тарп и The Who           |
| 2009.  | Мел Брукс, Дејв Брубек, Грејс Бамбри, Роберт Де Ниро и Брус Спрингстин       |

### 2010-е
| Година | Добитници                                                                      | Реф.          |
| ------ | ------------------------------------------------------------------------------ | ------------- |
| 2010   | Мерл Хагард, Џери Херман, Бил Т. Џонс, Пол Макартни и Опра Винфри              |               |
| 2011   | Барбара Кук, Нил Дајмонд, Јо Јо Ма, Сони Ролинс и Мерил Стрип                  | [ 35 ]        |
| 2012   | Бади Гај, Дастин Хофман, Дејвид Летерман, Наталија Макарова и Led Zeppelin     | [ 36 ]        |
| 2013   | Мартина Аројо, Херби Хенкок, Били Џоел, Ширли Меклејн и Карлос Сантана         | [ 37 ]        |
| 2014   | Ал Грин, Том Хенкс, Патриша Макбрајд, Стинг и Лили Томлин                      | [ 38 ]        |
| 2015   | Карол Кинг, Џорџ Лукас, Рита Морено, Сеиџи Озава и Сисели Тајсон               | [ 39 ]        |
| 2016   | Марта Аргерич, Eagles, Ал Паћино, Мавис Стејплс и Џејмс Тејлор                 | [ 41 ] [ 42 ] |
| 2017   | Кармен де Лавалад, Глорија Естефан, LL Cool J, Норман Лир и Лајонел Ричи       |               |
| 2018   | Шер, Филип Глас, Риба Макентајер, Вејн Шортер и креатори мјузикла Хамилтон     | [ 43 ]        |
| 2019   | Earth, Wind & Fire, Сели Филд, Линда Ронстат, Мајкл Тилсон Томас и Улица Сезам | [ 44 ] [ 45 ] |

### 2020-е
| Година | Добитници                                                                        | Реф.   |
| ------ | -------------------------------------------------------------------------------- | ------ |
| 2020.  | Деби Ален, Џоан Бејз, Гарт Брукс, Мидори и Дик ван Дајк                          | [ 46 ] |
| 2021.  | Хустино Дијаз, Бери Горди, Лорн Мајклс, Бет Мидлер и Џони Мичел                  | [ 47 ] |
| 2022.  | Џорџ Клуни, Ејми Грант, Гледис Најт, Тања Леон и U2                              | [ 48 ] |
| 2023.  | Били Кристал, Рене Флеминг, Бари Гиб, Квин Латифа и Дион Ворвик                  | [ 49 ] |
| 2024.  | Френсис Форд Копола, Grateful Dead, Бони Рејт, Артуро Сандовал и позориште Аполо | [ 2 ]  |

## Потенцијални добитници награда који су одбили, отказали или одложили
Владимир Хоровиц је требало да буде награђен, али је комисија за избор повукла понуду када је Хоровиц условио своје прихватање тиме да буде награђен сам и то у 4 часова после подне. 
Кетрин Хепберн је одбила прву понуду одбора, иако је попустила 1990. 
Дорис Деј је више пута одбила јер ју је страх од летења спречио да присуствује церемонији. 
Када је Ирвинг Берлин разматран за награде 1987.  због критика због тога што га је занемарио, центар је обавештен да Берлин жели да буде почаствован само ако пређе свој 100. рођендан (што би било тек у мају 1988.). Такође је био нарушеног здравља, користио је инвалидска колица након низа можданих удара и није могао да присуствује јавним догађајима. Центар је уместо тога одлучио да му ода посебну почаст на гала вечери 1987. Умро је 1989. 
Пол Макартни је изабран за почасног добитника 2002., али није могао да присуствује због „неизбежне личне обавезе“, раније планираног венчања свог рођака. Након што је првобитно речено да ће додела Макартнијеве награде бити одложена до следеће године, Кенеди центар није доделио награду Макартнију 2003.  Међутим, Макартни је постао добитник награде 2010. 
Мел Брукс је рекао да је одбио ту част када је Џорџ В. Буш био на власти, због свог презира према Бушовој политици према Ираку. Одликован је 2009. прве године када је Барак Обама био председник.  
У новембру 2015. месец дана пре церемоније, Иглси су одложили прихватање својих почасти до следеће године јер је Глен Фреј имао здравствених проблема који су захтевали велику операцију и дуг период опоравка.  Упркос њиховом одсуству, ипак су им одата почаст 2015. године извођењем песме „ Desperado “ кантри певачице Миранде Ламберт . Фреј је преминуо 18. јануара 2016. године; центар је њега и три преживела члана Иглса прогласио почасним члановима за 2016. годину. 
Норман Лир је 2017. године прихватио одликовање, али је бојкотовао церемонију у Белој кући због свог противљења председнику Доналду Трампу, наводећи Трампов предлог да се укину Националне фондације за хуманистичке науке и уметност .  Лир јесте присуствовао догађајима и церемонији 2017. године. Међутим, Доналд и Меланија Трамп нису били присутни, поставши први амерички председнички пар који је прескочио догађај „како би омогућио добитницима награда да прославе без икаквих политичких ометања“. 

## Спољни линкови
- Званични веб-сајт
- "Collection Kennedy Center Honors" The Paley Center for Media